# ديريك بنز
ديريك بنز (بالإنجليزية: Derek Benz)‏ (27 أكتوبر 1971، فان متر في الولايات المتحدة)؛ كاتِب مُتخصِّص في أدب الأطفال وروائي أمريكي.